# Hanna Hryškevič
Hanna Hryškevič, coniugata Davyskiba (in bielorusso Ганна Грышкевіч (Давыскіба)?; Minsk, 8 febbraio 2000), è una pallavolista bielorussa, schiacciatrice del Pinerolo.

## Biografia
È sposata con il pallavolista Uladzislaŭ Davyskiba.

## Carriera

### Club
La carriera di Hanna Hryškevič comincia nella stagione 2015-16 nel Minčanka, militante nella Divizion A, dove rimane per quattro annate, aggiudicandosi altrettanti scudetti ed edizioni della Coppa di Bielorussia, oltre a tre Supercoppe, prima di sospendere la sua carriera per maternità.
Nella stagione 2020-21 ritorna in campo quando viene ingaggiata dalla Pro Victoria, nella massima divisione italiana, con cui conquista una Coppa CEV. Dopo un triennio con le brianzole, nel campionato 2023-24 si trasferisce al Bergamo 1991, sempre in Serie A1; al termine degli impegni con le orobiche, è di scena in Indonesia, dove disputa la Proliga con il Bandung BJB. Nel campionato seguente torna nella massima divisione italiana, questa volta con il Firenze, categoria dove gioca anche nel'annata successiva al Pinerolo.

### Nazionale
Nel 2015 viene convocata nella nazionale under 18 bielorussa, con la quale vince nel 2017 la medaglia di bronzo nel campionato europeo e quella di argento al Festival olimpico della gioventù europea, mentre un anno dopo è impegnata con la nazionale under 19.
Nel 2016 riceve le prime convocazioni in nazionale maggiore. Nel 2019 ottiene la medaglia di bronzo all'European Golden League.

## Palmarès

### Club
- Campionato bielorusso: 4

2015-16, 2016-17, 2017-18, 2018-19
- Coppa di Bielorussia: 4

2015-16, 2016-17, 2017-18, 2018-19
- Supercoppa bielorussa: 3

2016, 2017, 2018
- Coppa CEV: 1

2020-21

### Nazionale (competizioni minori)
- Campionato europeo under 18 2017
- Festival olimpico estivo della gioventù europea 2017
- European Golden League 2019